# Giroflé-Girofla
Giroflé-Girofla es una opéra bouffe en tres actos con música de Charles Lecocq y libreto en francés de Albert Vanloo y Eugène Leterrier. La ópera se estrenó en el Théâtre des Fantaisies Parisiennes, Bruselas, el 21 de marzo de 1874. 
Es una ópera poco representada en la actualidad; en las estadísticas de Operabase aparece con sólo una representación en el período 2005-2010.

## Personajes
| Personaje                                                                                 | Tesitura     | Reparto del estreno, 21 de marzo de 1874 (Director: )         |
| ----------------------------------------------------------------------------------------- | ------------ | ------------------------------------------------------------- |
| Giroflé / Girofla                                                                         | soprano      | Pauline Luigini                                               |
| Aurore                                                                                    | mezzosoprano | Mme Delorme                                                   |
| Paquita                                                                                   | soprano      | Marie Blanche                                                 |
| Marasquin                                                                                 | tenor        | Mario Widmer                                                  |
| Boléro d'Alcaras                                                                          | barítono     | Alfred Jolly                                                  |
| Mourzouk                                                                                  | barítono     | Paul Giret                                                    |
| Pirate chief                                                                              | bajo         | Leroy                                                         |
| Pedro                                                                                     | mezzosoprano | J d’Alby                                                      |
| Padrino                                                                                   |              | Durieu                                                        |
| Notario                                                                                   |              | Achille                                                       |
| Recaudador de impuestos                                                                   |              | Ernotte                                                       |
| Bailarín                                                                                  |              | Castelain                                                     |
| Padrino                                                                                   |              | Coclers                                                       |
| Primos lejanos                                                                            |              | Laurent, Deschamps, Anna, Schmidt, Thérèse, Piton, Petronille |
| Piratas, soldados moros, marineros, hombres y mujeres, amigos de Giroflé y Girofla, moras |              |                                                               |